# 五洲大楼
五洲大楼（英语：International Dispensary Building），是上海市第五批优秀历史建筑之一，位于上海市河南中路210-220号，福州路221号。五洲大楼由通和洋行设计，1935年竣工，钢筋混凝土结构。装饰艺术风格的办公建筑。建筑平面呈折线形，平屋顶，一、二层外墙为浅棕色石材贴面，三层以上为浅色面砖贴面。立面强调竖向线条，装饰简洁。本楼现为上药医疗器械（上海）有限公司的办公大楼。

## 历史
本楼得名于五洲大药房。五洲大药房由近代著名实业家夏粹芳先生创办于1907年。1912年，五洲大药房从原先地段较差的广西路，迁往福州路河南路口。1936年初，五洲大药房在福州路总店旧址翻造为十层新大厦，即五洲大楼，以此完成项松茂先生生前筹备已久、要建造五洲新大楼的愿望。大楼内设有项松茂先生纪念堂，以示悼念；同年10月10日，新五洲大楼正式对外营业。